# Estella Agsteribbe
Estella Agsteribbe (Amsterdam, 6 aprile 1909 – Auschwitz, 17 settembre 1943) è stata una ginnasta olandese di origine ebraica, vittima dell'Olocausto.

## Biografia
Nel 1928 Estella Agsteribbe ha vinto la medaglia d'oro olimpica per l'Olanda nella gara a squadre di ginnastica.
L'allenatore Gerrit Kleerekoper e cinque delle 12 atlete della squadra di ginnastica olandese erano di origine ebraica: Estella Agsteribbe, Helena Nordheim, Anna Polak, Elka de Levie, e Judikje Simons.
Per le sue origini ebraiche, Agsteribbe fu deportata durante la seconda guerra mondiale e venne uccisa con il marito Samuel Bloits (11 aprile 1908-28 aprile 1944) e i figli Nanny (27 maggio 1937-17 settembre 1943) e Alfred (1 novembre 1940-17 settembre 1943) nel campo di concentramento di Auschwitz.
Nel 1997 è stata inserita insieme alle altre ragazze ebree della squadra, e all'allenatore Gerrit Kleerekoper, nell'International Jewish Sports Hall of Fame.